# غوران هولتر
غوران هولتر هو لاعب كرة قدم سويدي، ولد في 16 نوفمبر 1963. لعب مع نادي بران ونادي نورشوبينغ.

## وصلات خارجية
- غوران هولتر على موقع اتحاد السويد (السويدية)
- غوران هولتر على موقع قاعدة بيانات كرة القدم.إي يو (الإنجليزية)
- غوران هولتر على موقع عالم كرة القدم.نت (الإنجليزية)